# Joan Ganz Cooney
Joan Ganz Cooney, nata Joan Ganz (Phoenix, 30 novembre 1929) è una produttrice televisiva statunitense.
È una delle fondatrici di Sesame Workshop (originariamente Children's Television Workshop o CTW), l'organizzazione nota per la creazione dello spettacolo televisivo per bambini Sesamo apriti. 

## Primi anni e formazione
Joan Ganz nacque nel 1929 a Phoenix, in Arizona. Suo padre era ebreo e sua madre era cattolica. Frequentò la North High School di Phoenix, dove era attiva nelle recite scolastiche. Ha affermato che la sua più grande influenza da adolescente fu il suo insegnante Bud Brown, le cui lezioni sul movimento per i diritti civili, sulla povertà, sulla stampa libera e sull'antisemitismo in Europa "l'avevano infiammata" e le avevano cambiato la vita. In seguito frequentò il Dominican College, un'istituzione cattolica per sole ragazze a San Rafael, in California, per un anno prima di trasferirsi all'Università dell'Arizona nel 1948, dove fu membro della Kappa Alpha Theta. Smise di recitare al college, in quanto non supportata da suo padre, e studiò per diventare un'insegnante, su raccomandazione di sua madre, in quanto, come ha affermato in seguito, "era qualcosa che le ragazze della mia generazione facevano perché l'insegnamento era accettabile".

## Gli inizi
Dopo la laurea nel 1951, Ganz si trasferì a Washington, dove lavorò come impiegata e dattilografa presso il Dipartimento di Stato. Si avvicinò al Christopher Movement di padre James Keller, che la ispirò a dedicarsi alla televisione e ai media. Cooney in seguito disse: "Padre Keller disse che se gli idealisti non fossero entrati nei media, lo avrebbero fatto i non idealisti". Tornò a Phoenix e, nonostante non avesse esperienza nel giornalismo, iniziò a lavorare come reporter per l'Arizona Republic. Nel 1953 si trasferì a New York, dove fu pubblicista per i successivi dieci anni, inizialmente per David Sarnoff alla RCA, poi alla NBC per scrivere comunicati stampa e sinossi di soap opera, e poi per gli United States Steel Hour alla CBS. In quel periodo fu coinvolta nella politica democratica liberale, incontrando giovani scrittori ed editori che si riunivano nell'appartamento del West Side del redattore di Partisan Review William Phillips, tra cui Jason Epstein e Norman Mailer. Nel 1956, dopo molti anni di depressione, il padre di Cooney si suicidò nella sua casa di Phoenix.
Nel 1961 iniziò a seguire l'avanzamento di un caso giudiziario in cui un gruppo no profit di New York stava tentando di acquisire la stazione indipendente WNTA-TV di Newark, nel New Jersey (canale 13), che sarebbe diventata il precursore della stazione PBS WNET, la prima stazione televisiva pubblica nella zona di New York. Quando il canale 13 divenne non commerciale due anni dopo come WNDT, Cooney fece domanda per diventare una pubblicista della stazione, ma il direttore generale le disse che avevano bisogno di produttori. Secondo lo storico televisivo Cary O'Dell, il WNDT l'avrebbe assunta grazie ai legami che aveva stretto attraverso le sue attività politiche e le sue associazioni con il Partisan Review. 
Uno dei suoi primi programmi fu Court of Reason, uno spettacolo settimanale di dibattito dal vivo che includeva ospiti illustri come Malcolm X e Calvin Butts. Produsse uno show di dibattito sulla politica americana su Cuba che fu trasmesso la settimana prima della crisi missilistica cubana. Inoltre produsse un altro spettacolo di dibattito chiamato Poverty, Anti-Poverty e the World, in cui i poveri venivano portati in studio per confrontarsi con i funzionari governativi responsabili dello sviluppo di programmi anti-povertà. In seguito produsse documentari a basso costo che in seguito definì "documentari di Little Grandma Moses"  per WNDT, tra cui A Chance at the Beginning.

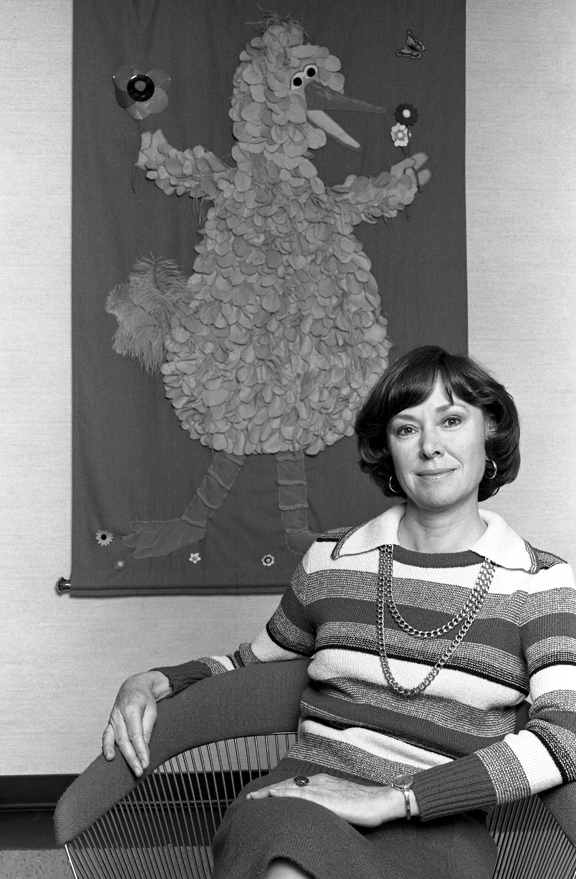
Joan Ganz Cooney nel suo appartamento, ritratto di Lynn Gilbert, 1977, New York

## Sesamo Apritie il Children's Television Workshop
Nell'estate del 1967, finanziata dalla Carnegie Corporation, viaggiò negli Stati Uniti e in Canada intervistando esperti in sviluppo dei bambini, istruzione e televisione. Riportò le sue scoperte in un documento di cinquantacinque pagine intitolato The Potential Uses of Television in Preschool Education Il rapporto, che Gikow definì "uno schema di quello che sarebbe diventato Sesamo Apriti", descriveva l'aspetto del nuovo spettacolo e proponeva la creazione di una società che supervisionasse la sua produzione, che alla fine divenne nota come Children's Television Workshop (CTW). Cooney in seguito dichiarò che la sua formazione universitaria in Scienze dell'educazione la aiutò a ricercare e scrivere lo studio e che le fornì credibilità agli occhi sia degli esperti che aveva intervistato sia dei finanziatori. 
Inizialmente Cooney presumeva che il progetto sarebbe stato prodotto da WNDT, ma quando il proprietario della stazione respinse la proposta e mise in dubbio le sue credenziali, lasciò la stazione e passò alla Carnegie Corporation come consulente a tempo pieno nel maggio 1967. Per i successivi due anni Cooney e Morrisett lavorarono alla ricerca e allo sviluppo del nuovo spettacolo, raccogliendo $8 milioni per Sesamo Apriti e fondando il CTW, di cui nel 1968 fu nominata direttrice esecutiva divenendo una delle prime dirigenti donne della televisione statunitense.
Sesamo Apriti fu presentato per la prima volta su PBS il 10 novembre 1969. Nella sua prima stagione lo spettacolo vinse tre premi Emmy, un Peabody Award e comparve sulla copertina della rivista Time.

## Ultimi anni
Cooney rimase presidente e amministratore delegato del CTW fino al 1990 quando si dimise e fu sostituita da David Britt, con cui aveva lavorato dal 1975. Fece parte di numerosi comitati e consigli aziendali, tra cui la Mayo Foundation, la Chase Manhattan Bank, Johnson & Johnson e Metropolitan Life Insurance. Nel 2007 Sesame Workshop ha fondato il Joan Ganz Cooney Center, un'organizzazione indipendente senza fini di lucro che studia come migliorare l'alfabetizzazione dei bambini utilizzando e sviluppando tecnologie digitali "fondate su un curriculum educativo dettagliato", proprio come era stato fatto durante lo sviluppo di Sesamo Apriti.

## Vita privata
Nel febbraio del 1964 sposò Timothy Cooney, un membro dello staff dell'allora sindaco di New York Robert Wagner, Jr.. Nel 1969 i Cooney, che erano senza figli, adottarono un bambino di colore che Tim aveva incontrato mentre lavorava ad Harlem per un'organizzazione per i diritti civili. In seguito il bambino tornò a vivere con sua madre e fu ucciso a New York prima di compiere 30 anni. Il matrimonio dei Cooney terminò nel 1975. Nove mesi dopo la loro separazione, a Cooney fu diagnosticato un cancro al seno e fu sottoposta a una mastectomia radicale. Nel 1980 sposò l'imprenditore Peter G. "Pete" Peterson, ex segretario al commercio degli Stati Uniti per il presidente Richard Nixon. Si incontrarono quando Peterson era nel consiglio di amministrazione della National Educational Television, durante la sua presentazione di Sesamo Apriti.

## Premi
Salvo diversamente specificato, dalla voce di Cooney in Encyclopedia of Television (2013).
- Christopher Medal, 1970[32]
- National Institute for Social Sciences Gold Medal, 1971[33]
- Frederick Douglass Award, New York Urban League, 1972
- Silver Satellite Award, American Women in Radio and TV, 1979
- Woman of the Decade Award, 1979
- National Endowment for the Arts, Friends of Education Award, 1981
- Kiwanis Decency Award, 1981
- National Association of Educational Broadcasters Distinguished Service Award, 1981
- Stephen S. Wise Award, 1981
- Harris Foundation Award, 1982
- Emmy Award, for Lifetime Achievement, 1989[34]
- Academy of Television Arts and Sciences Hall of Fame, 1989[35]
- University of Arizona Centennial Medallion Award, 1989[36]
- Medaglia presidenziale per la libertà, 1995[37]
- 10th Anniversary Award, National Alliance of Breast Cancer Organizations, 1996[38]
- National Women's Hall of Fame, 1998[39]
- National Endowment for the Humanities Award, 2003[40]
- National Humanities Medal, 2004[41]
- Literarian Award of the National Book Award, 2010[42]
- Honoree, Annual Sesame Workshop Benefit Gala, 2014[43][44]
- International Broadcasting Convention’s International Honor for Excellence, prima donna a ricevere il premio, 2018[45]